# Rezerwat przyrody Okonek
Rezerwat przyrody Okonek – torfowiskowy rezerwat przyrody w gminie Zbiczno, w powiecie brodnickim, w województwie kujawsko-pomorskim. Jest zlokalizowany na terenie Brodnickiego Parku Krajobrazowego.
Został powołany Zarządzeniem Ministra Leśnictwa i Przemysłu Drzewnego z 26 kwietnia 1963 roku (M.P. z 1963 r. nr 47, poz. 232). Według aktu powołującego, rezerwat utworzono w celu zachowania ze względów naukowych i dydaktycznych torfowiska wysokiego z charakterystyczną i rzadką roślinnością.
Rezerwat zajmuje powierzchnię 9,04 ha (akt powołujący podawał 8,00 ha). Wokół rezerwatu wyznaczono otulinę o powierzchni 6,10 ha. Obszar rezerwatu podlega ochronie ścisłej.